# Max Leiner
Pour les articles homonymes, voir Leiner.
Max Leiner (26 février 1936, Mannheim, République de Bade-16 avril 1944, Auschwitz) est un des 44 enfants d'Izieu arrêtés dans la rafle du 6 avril 1944, déporté par le Convoi No. 71, en date du 13 avril 1944, du Camp de Drancy vers Auschwitz et assassiné à son arrivée à Auschwitz le 16 avril 1944. Il a 8 ans.

## Biographie
Max Leiner,, est né le 26 février 1936, à Mannheim,, Bade-Wurtemberg, Allemagne. Sa mère est Miche Leiner,.
Max Leiner est un des 44 enfants d'Izieu arrêtés lors de la rafle du 6 avril 1944, déporté par le convoi No. 71, en date du 13 avril 1944, du camp de Drancy vers Auschwitz, où il est assassiné à son arrivée le 16 avril 1944. il a 8 ans,.